# 月街
月街（英語：Moon Street）是位於香港灣仔區的一條街道，與日街和星街為鄰。

## 歷史
那處附近於1900年代曾經是香港第一座發電廠──香港電燈的灣仔發電廠的所在地。當時便取了《三字經》中的「三光者，日月星」，來命名發電廠附近的街道，而月街就是其中一條，名稱比喻電力帶來光明。

## 圖片

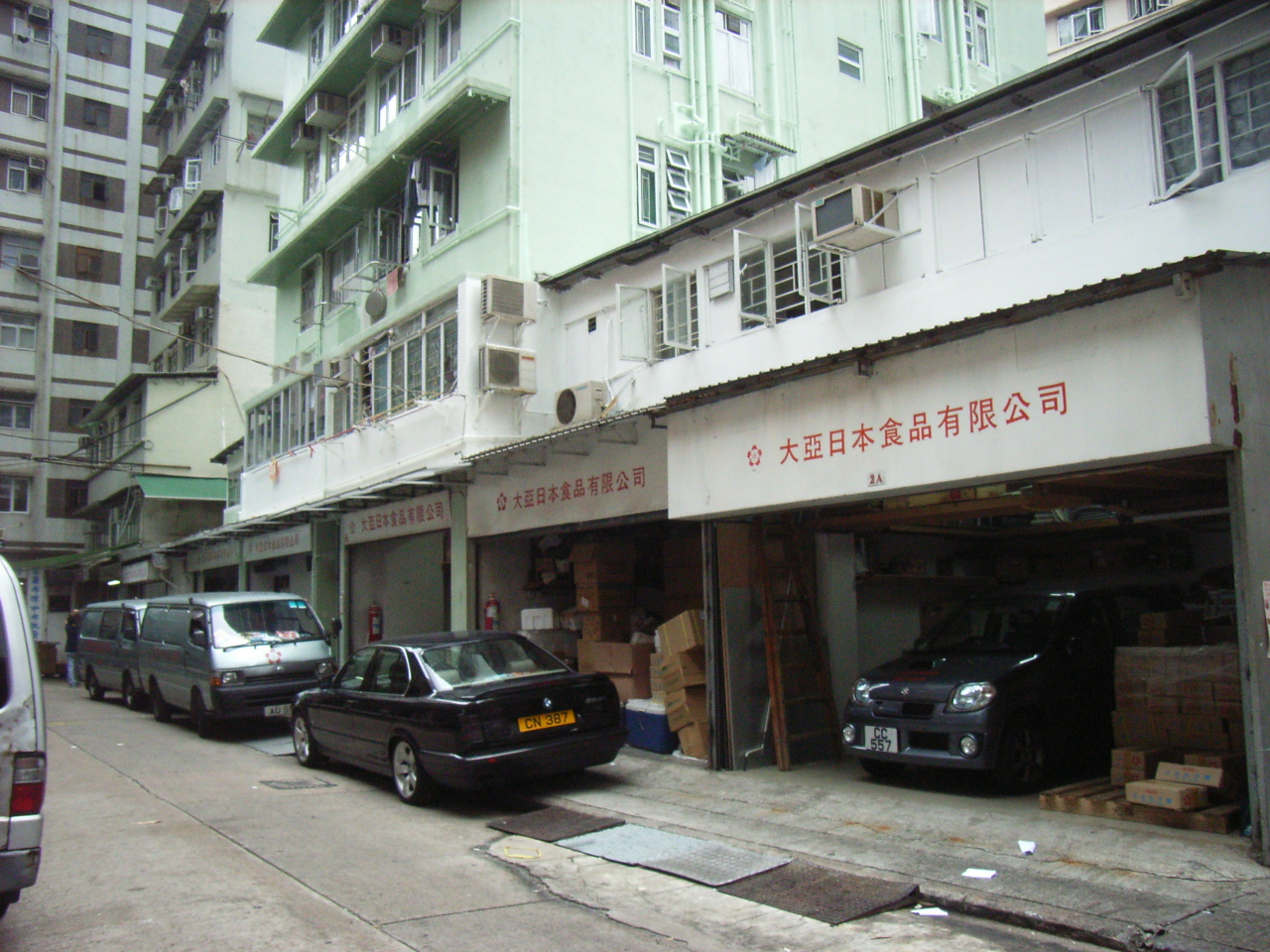
月街
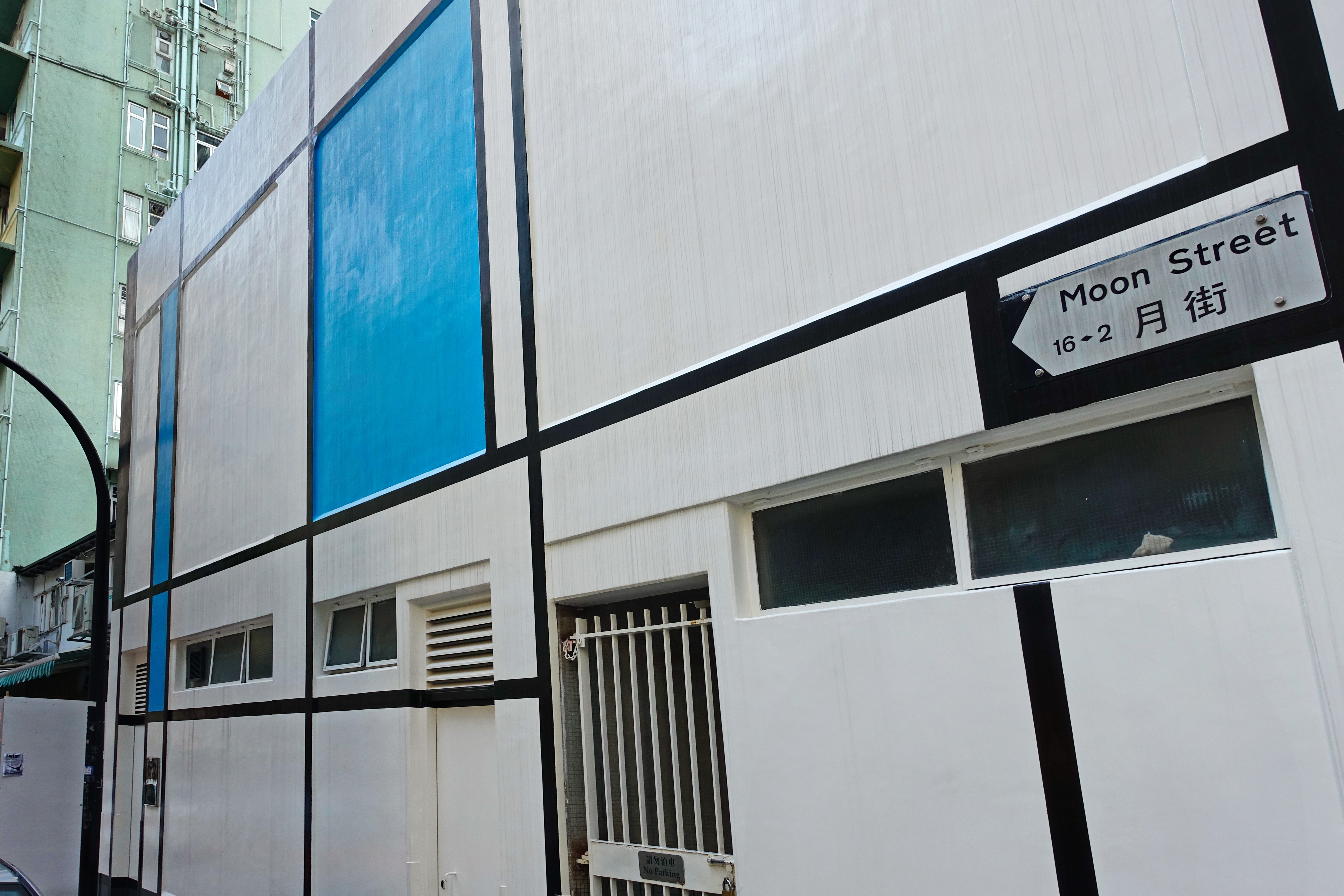
位於星街、月街和日街交界處的星街垃圾收集站，外牆是根據荷蘭畫家皮特·蒙德里安的畫風設計
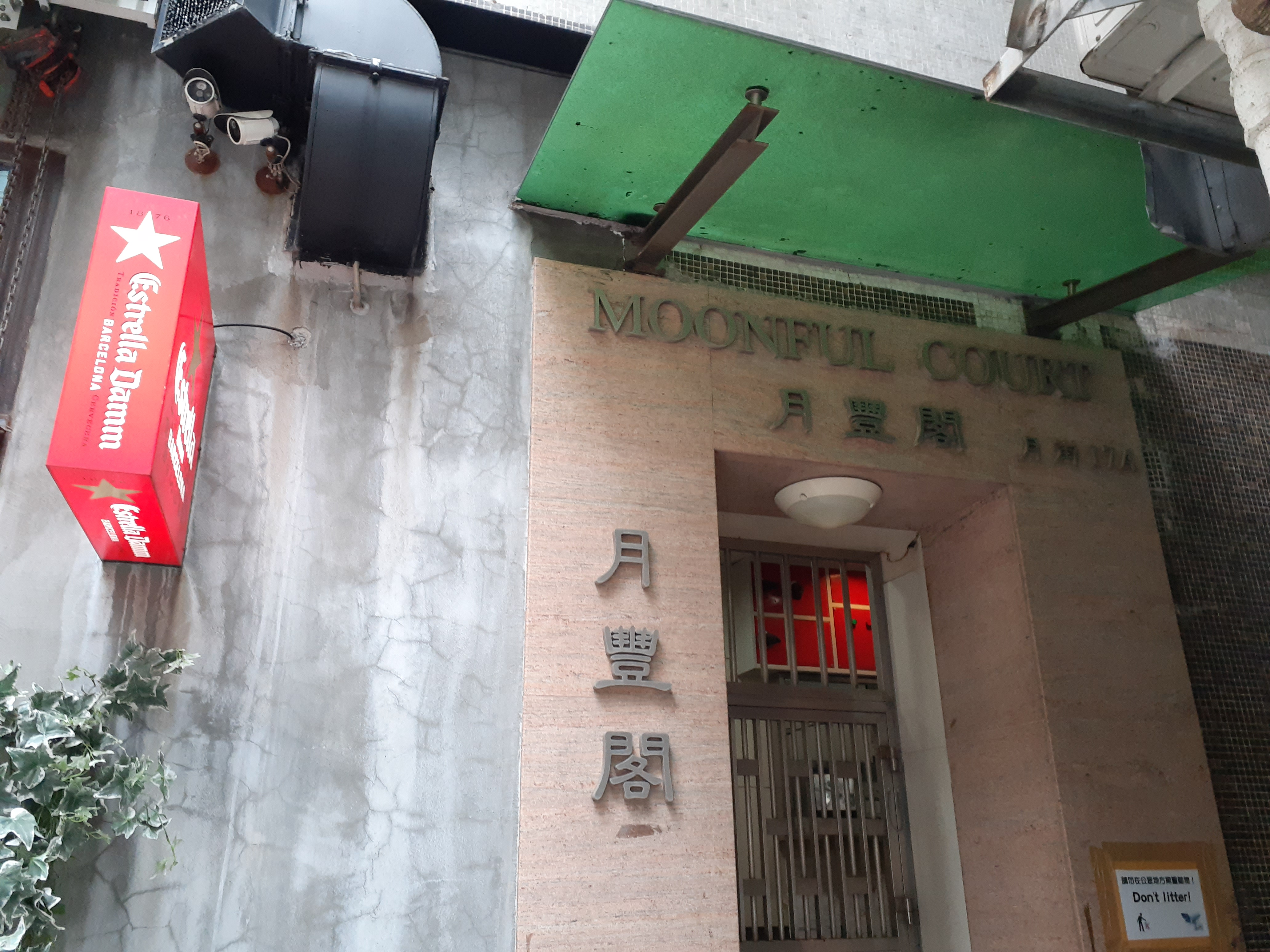
月街東端為住宅「月豐閣」

## 外部連結
- 灣仔月街地圖[永久]